# Надиту
Надиту — название законного статуса для женщин в вавилонском обществе и для шумерских храмовых рабов. Последние были в основном вовлечены в деловую активность и имели право на собственность.
Исследователи придерживаются различных мнений о том, занимались ли надиту ритуальной проституцией. Ранее на этот вопрос давался положительный ответ, но такая точка зрения была сформирована под влиянием библейских взглядов на язычество: религию Месопотамии считали основанной на сексе. Так как роли жриц были неясны, было выдвинуто предположение, что жрицы участвовали в обрядах плодородия, связанных с проституцией. Однако, в основном жрицы надиту происходили из знатных семей, а от таких женщин ожидалось, что они будут целомудренны. Авторы, изучавшие источники для прояснения функций этих жриц, пришли к выводу, что эта точка зрения не подтверждается. Согласно Одену, главный источник о ритуальной проституции в Месопотамии не заслуживает доверия.
В основном надиту были особыми женщинами, не включёнными в патриархальную семью, которая была нормой в вавилонском обществе. Надиту жили в монастырях, но на самом деле у них были свои дома внутри этих комплексов, и надиту жили независимо. Они могли заключать договоры, занимать деньги и производить другие деловые операции, что обычно было запрещено для женщин; записи показывают, что они были очень активны. Обычно эти женщины происходили из элиты, часто из царских семей.
Финансовая независимость обеспечивалась их приданым, которое они не могли передавать мужчинам; приданое было компенсацией за невозможность получения наследства, передаваемого по мужской линии. Не вполне ясно, разрешалось ли всем надиту вступать в брак или это право было только у надиту храма Мардука. В соответствии с некоторыми источниками, безбрачие было обязательным для надиту храма Шамаша, или по крайней мере они не должны были иметь детей, что отражено в буквальном значении слова «надиту» — «невозделанная» (земля). После смерти надиту приданое переходило к её братьям или другим родственникам.
Среди надиту было много писцов. В соответствии с «Эпосом о Гильгамеше», писание — атрибут богини. Одни из первых клинописных табличек были найдены в храме Инанны в Уруке, они датируются 4-м тысячелетием до н. э. Многие надиту жили в этом храме как жрицы.
Вдоль Тигра и Евфрата до сих пор обнаруживают храмы, в которых поклонялись Инанне и где служили надиту. Древний 5000-летний храм в Уруке (библейский Эрех) является самым крупным из них, его регулярно перестраивали и расширяли. Там были найдены скульптурное изображение женской головы и широко известная ваза из Варки (сейчас находится в музее в Багдаде), рельефные изображения на которой относятся к архаическому культу Богини-матери: священные предметы, леса, мужчины, собирающие урожай, козы — символы общественного устройства в те времена.
Позднее, во времена греческой античности, гетеры получили похожий статус в патриархальном обществе того времени. Статус слуг-иеродул был заметно ниже, как у находящихся на более низкой ступени обучения.
В Шумере были закреплены правовые различия между обычной проституткой и «надиту» (иеродулой), репутация которой охранялась тем же законом в Кодексе Хаммурапи, который защищал доброе имя замужних женщин. Кодекс Хаммурапи защищал имущественные права «надиту», которая в Кодексе называется «сестрой бога» или «посвященной женщиной». Кодекс Хаммурапи показывает, что существовали различные категории «надиту», для обозначения которых использовались различные названия.